# Badalona Federal
Badalona Federal va ser un quinzenari català, publicat principalment en llengua catalana, però també en llengua castellana, aparegut breument a Badalona entre l'abril i el setembre de l'any 1900.
Promogut principalment per Josep Prat, Miquel Laporta i Josep Maria Vallès, fou la primera publicació de caràcter republicà a Badalona, tenien com a figura més representativa d'aquesta tendència política a Francesc Pi i Margall. Va comptar amb la col·laboració de personalitats de la ciutat, entre els quals hi ha Pere Renom i Riera i Baldomer Blanch.
Segons el seu subtítol era el portaveu del partit republicà badaloní, i de fet el seu color polític estigué demostrat des del començament. Va lluitar contra el caciquisme local i s'oposà al grup més conservador dels que existien a la ciutat representat per la burgesia local, al capdavant de la qual hi havia la figura més representativa del caciquisme badaloní, Joaquim Palay i Jaurés, al qual el partit va disputar el poder municipal els darrers anys del segle xix. Els atacs contra Palay van ser molt freqüents, i després dels fets de l'1 de juliol de 1899, l'enfrontament violent entre liberals i conservadors a l'entrada de l'ajuntament, a ell i als seus seguidors se'ls tenia com a culpables del que havia succeït aquell dia, tot i que després d'aquell incident els grups tradicionals van perdre força i el seu sentit va començar a esvair-se, van ser objecte de crítica a la premsa de tendència liberal i progressista, quelcom que durà diversos anys després dels fets.